# Vibenshus Runddel Station
Vibenshus Runddel Station er en undergrundsstation på den københavnske Metros cityring. Den er beliggende i takstzone 1 og åbnede 29. september 2019.
Stationen ligger ved Vibenshus Runddel, på hjørnet mellem Jagtvej og Nørre Allé.
Byggeriet begynde ultimo 2010 med ledningsarbejde og arkæologiske udgravninger. Selve udgravningen begyndte ultimo 2012 og stationen stod færdig 2019.

## Stationens udformning
Stationen er udformet med hvide plader, der er skråt monteret, således at man forneden kan se pladernes undersider i forskellige farver (gul, grøn, blå, rød, orange). Farverne er inspireret af den nærliggende Parken, bl.a. kendt for fodboldkampe. 
Stationen har hovedtrappe ud mod Vibenshus Runddel, samt en nødtrappe i modsatte ende.[kilde mangler]